# Brummen
Brummen est une commune néerlandaise située en province de Gueldre. Comptant au recensement de 2018 près de 20 800 habitants, elle est connue pour ses vastes propriétés, pour certaines visitables.
Brummen est bordée au nord par Voorst, au nord-est par Zutphen, au sud-est par Bronckhorst, au sud-ouest par Rheden et Rozendaal et à l'ouest par Apeldoorn.
La commune est composée, outre du centre urbain de Brummen, des villages d'Eerbeek, Empe, Hall, Leuvenheim et Tonden, ainsi que des hameaux de Oeken et Voorstonden. Elle est jumelée à la ville polonaise de Krotoszyn.

## Galerie

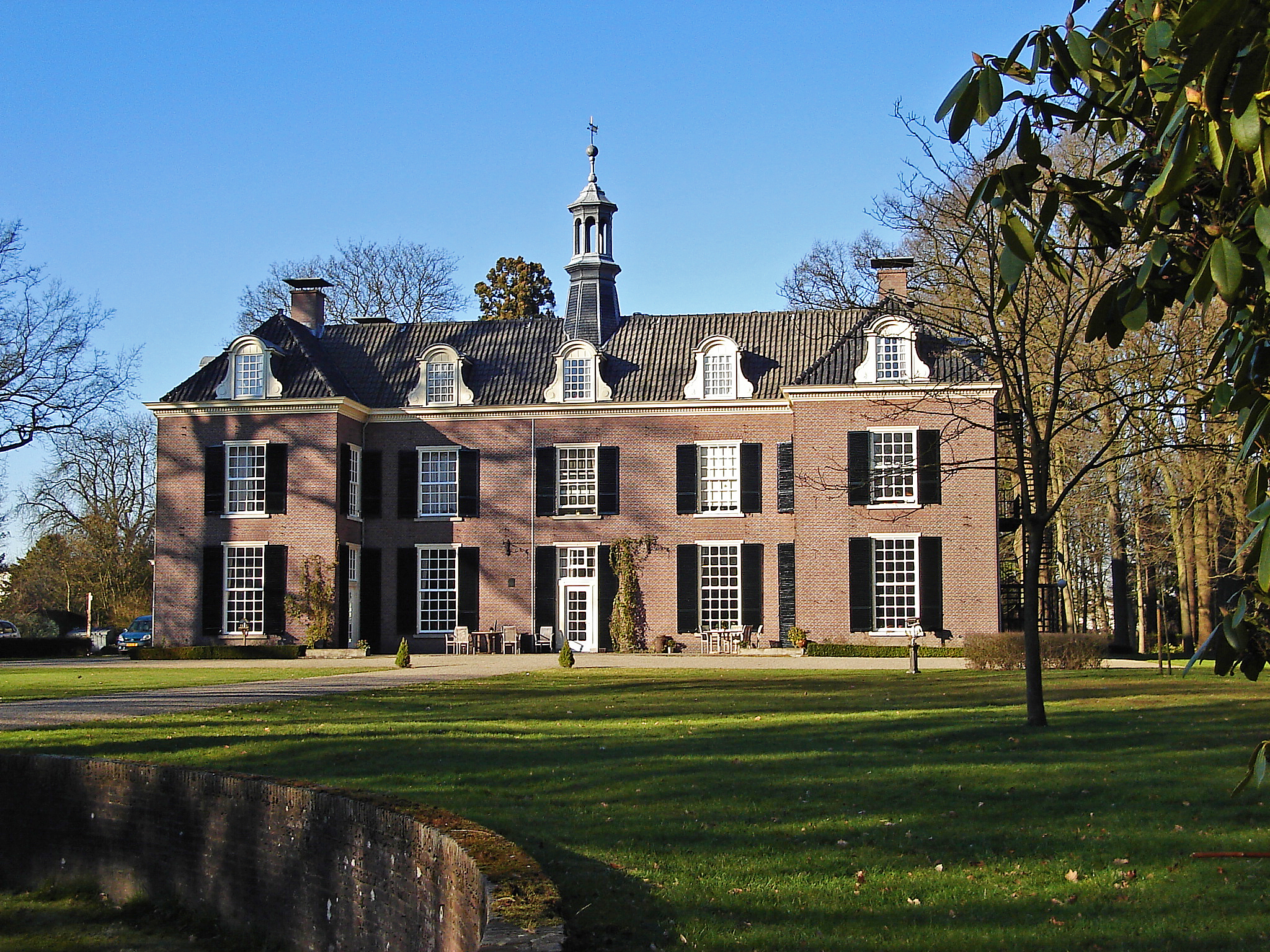
Le château de Klein Engelenburg.
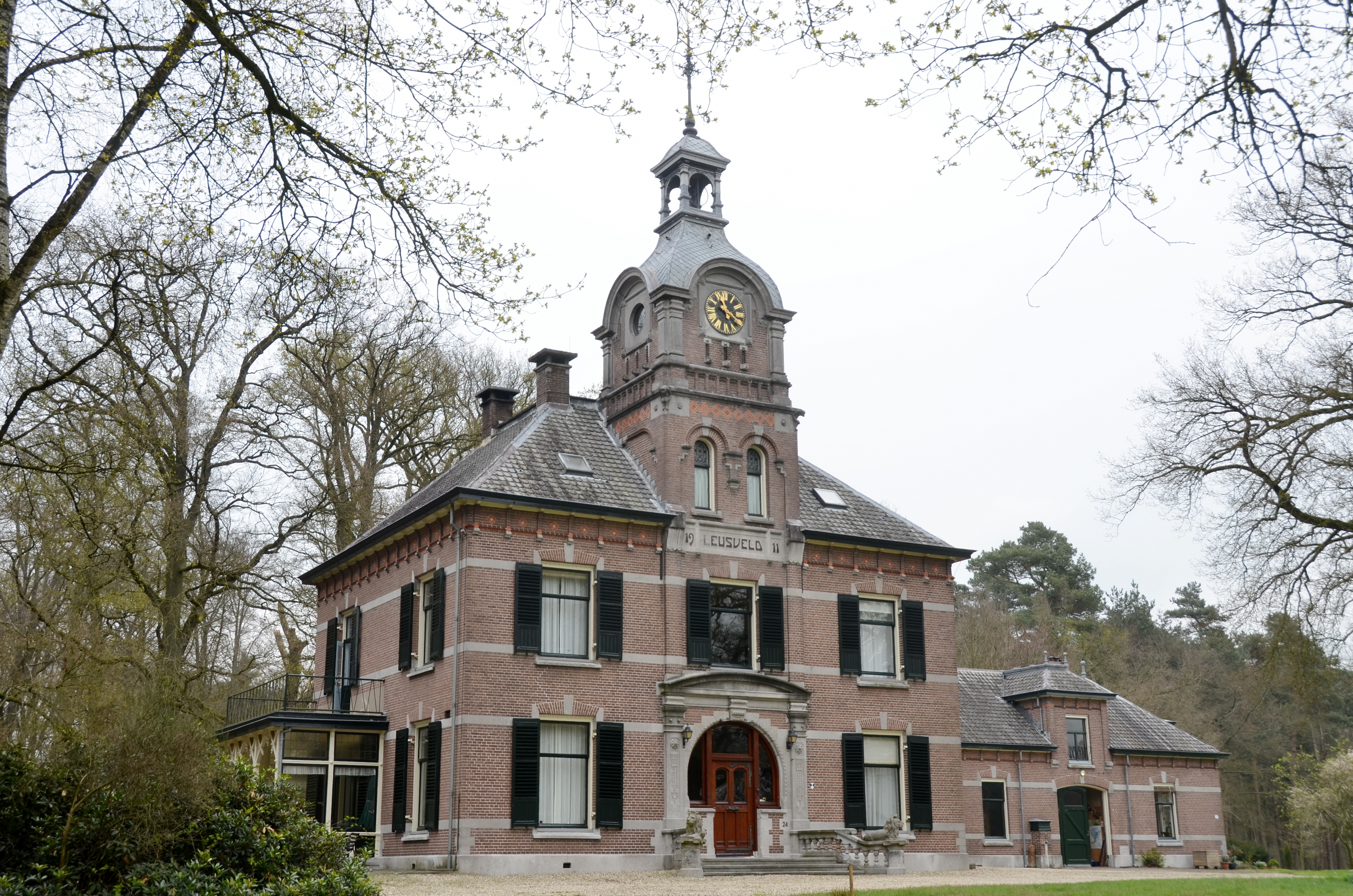
Huis Leusfeld.
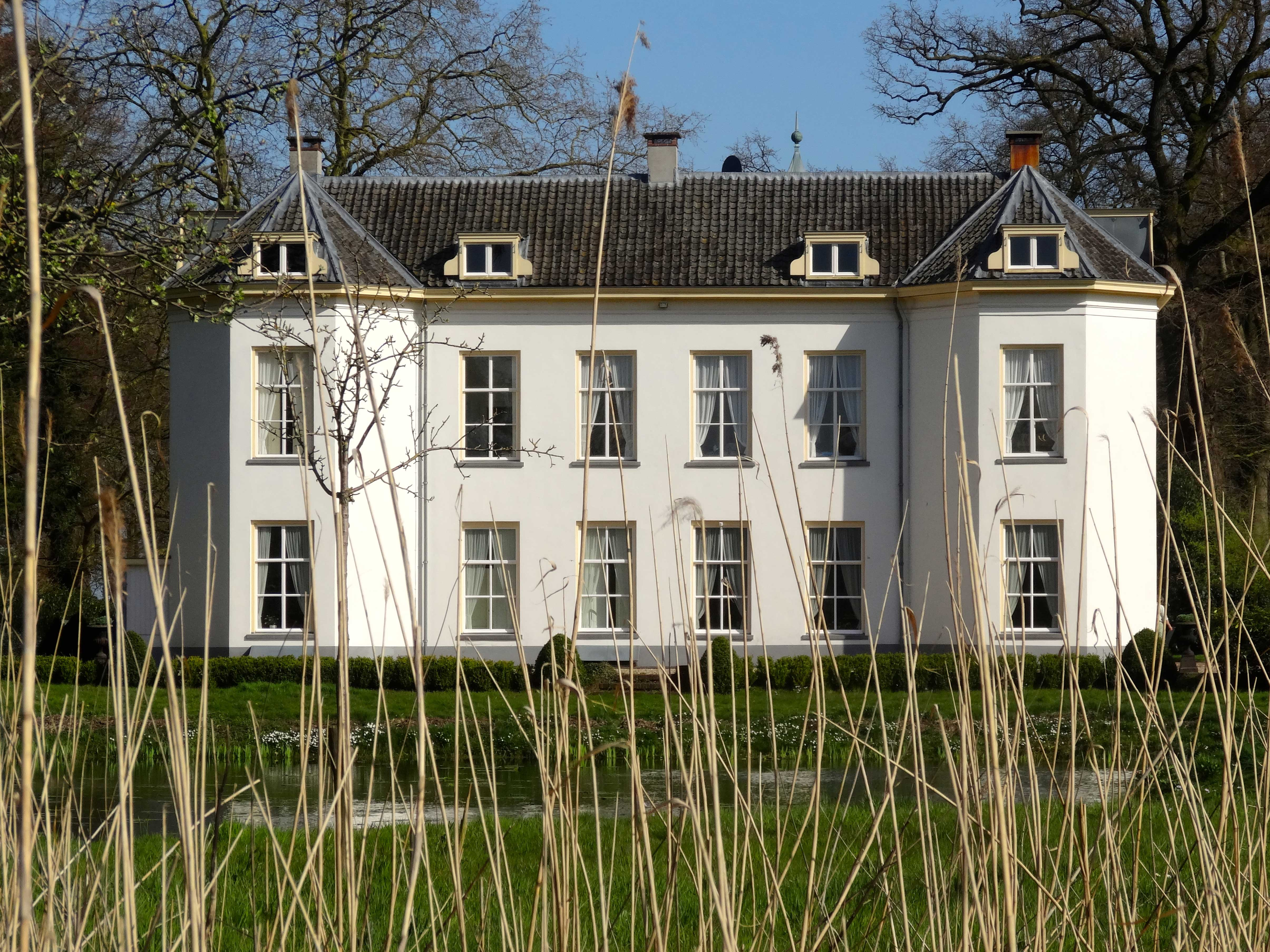
La Huis den Bosch de Leuvenheim.

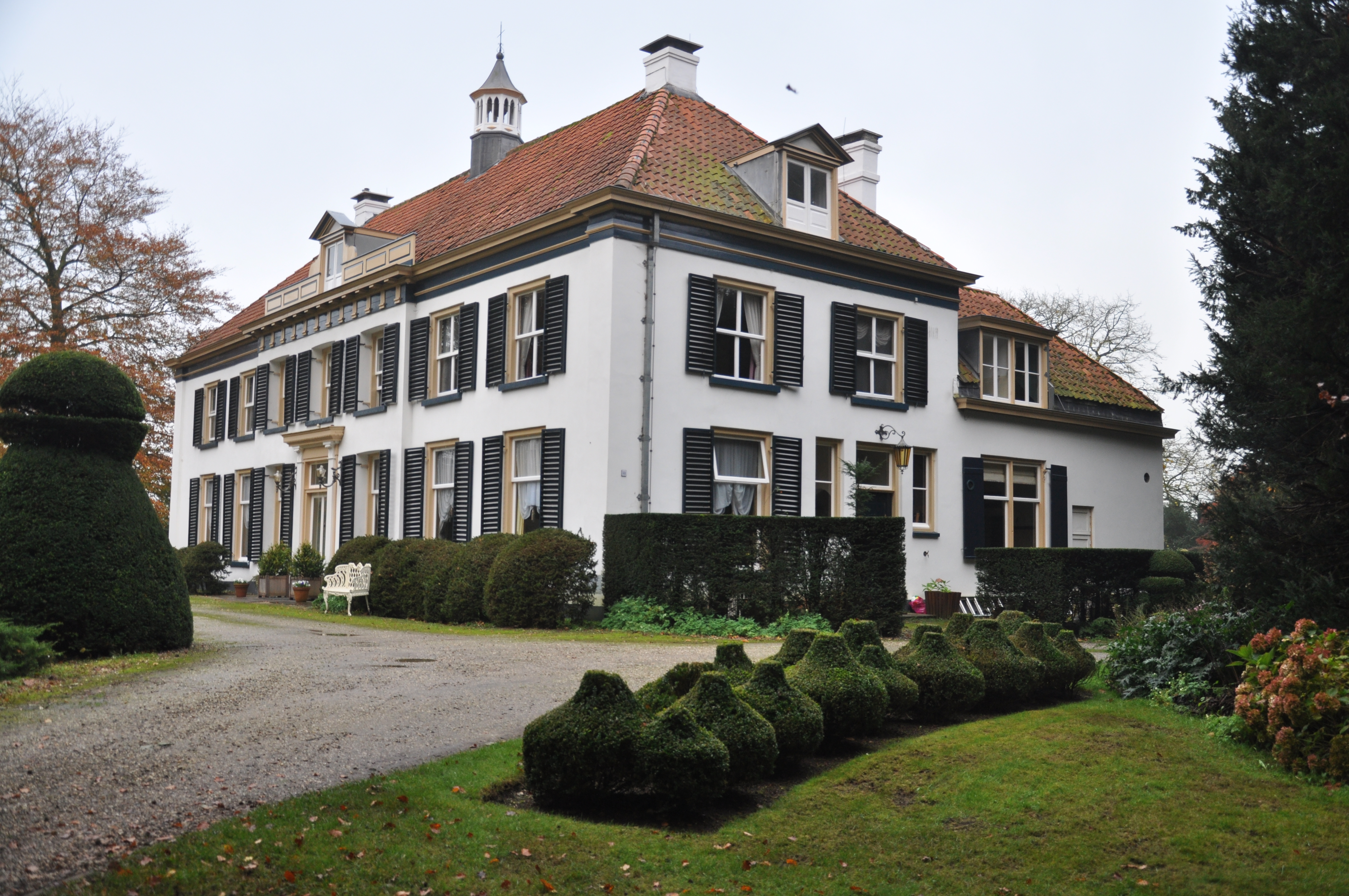
Spaensweerd.
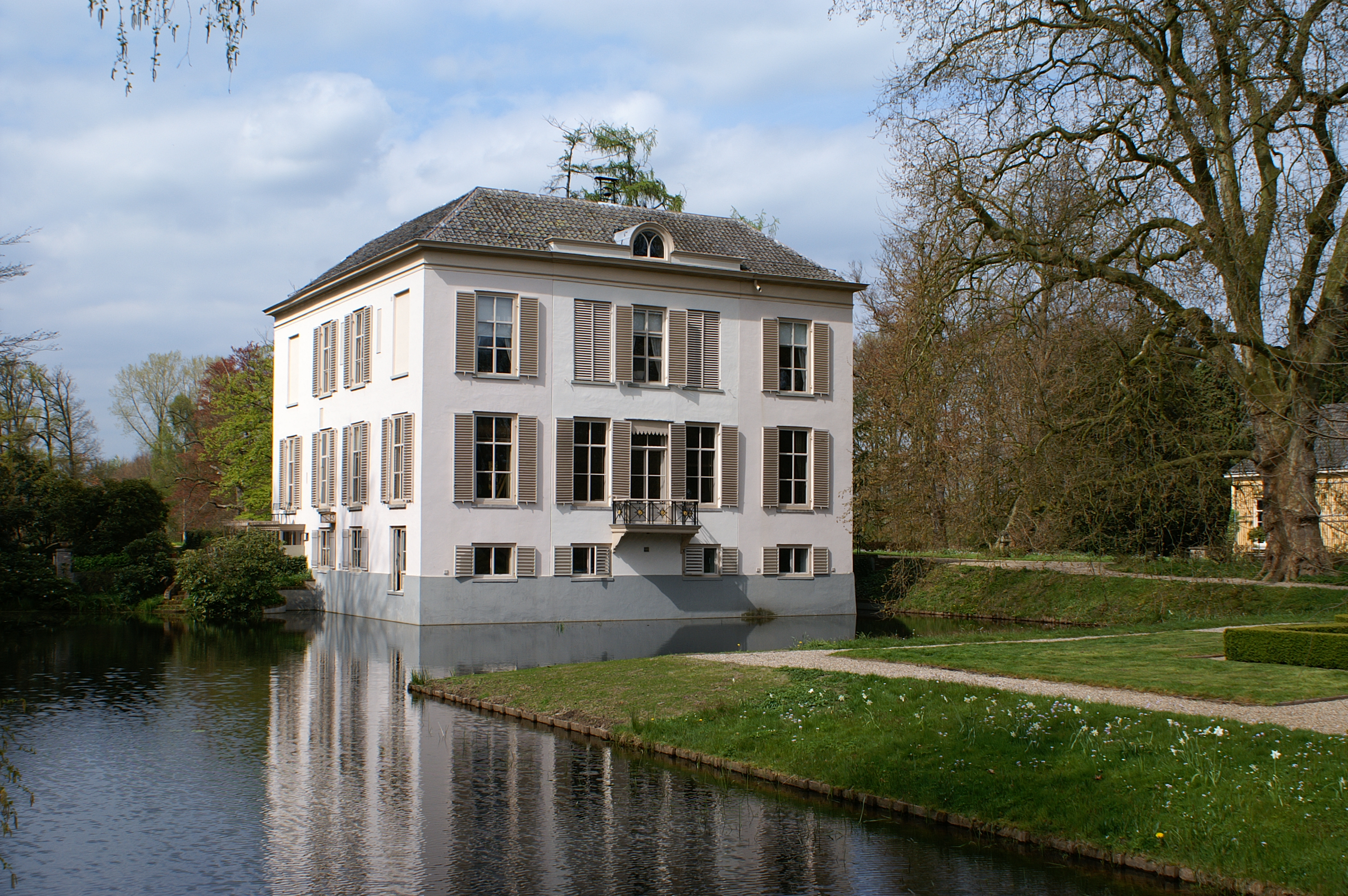
Huis Voorstonden.
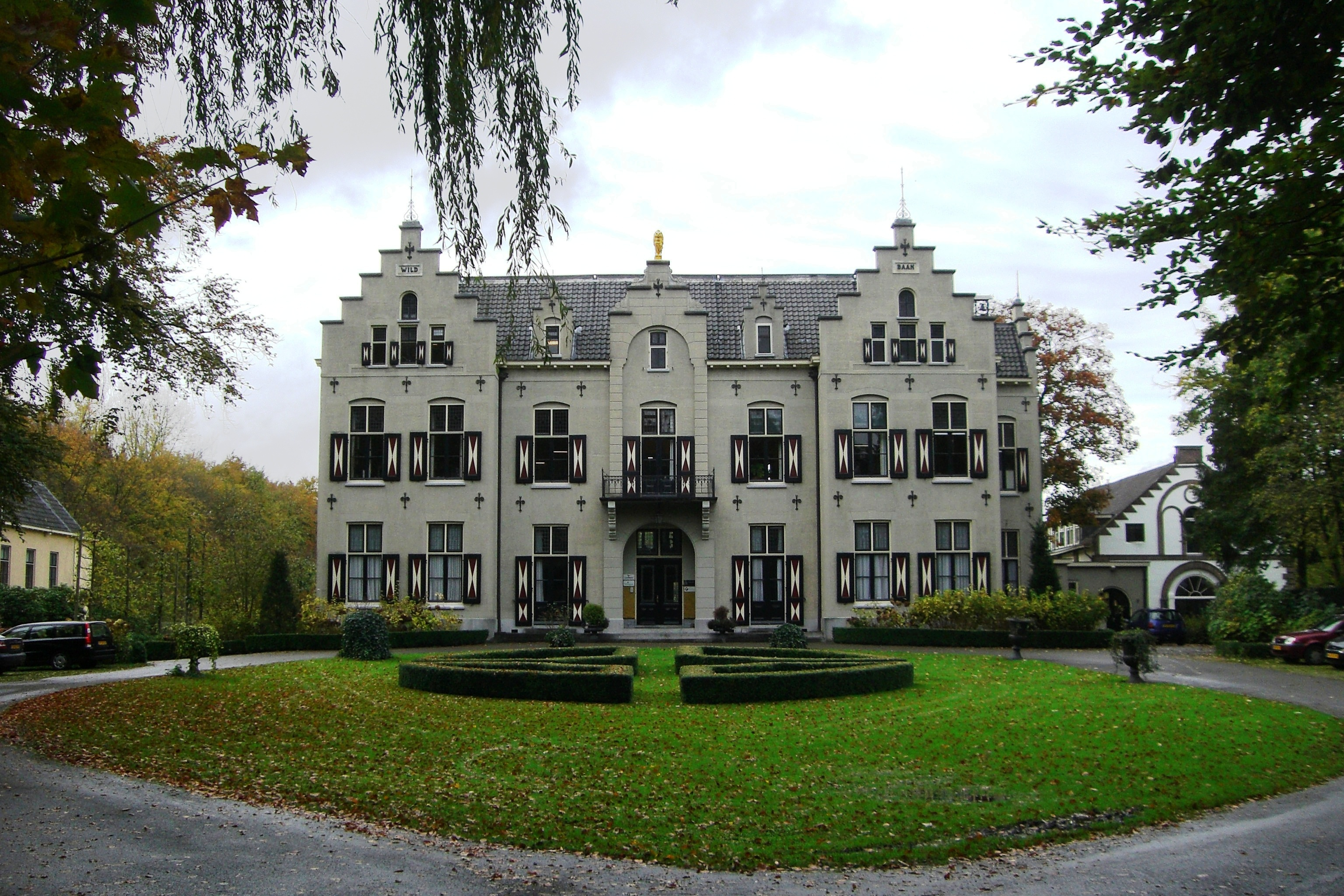
Propriété de Wildbaan.

## Personnalités
- Wouter Zweers (1984-), acteur néerlandais, est né à Brummen.